# Техника дзюдо
Техника дзюдо (Кодокан дзюдо и других стилей) включает самые разнообразные приёмы: броски, болевые приёмы, удушения и удары. Не все приёмы разрешены в соревнованиях по спортивному дзюдо.
Три главных технических раздела дзюдо стиля Кодокан составляют: ката (яп. 形 ката, букв. «форма», набор формальных упражнений), рандори (яп. 乱取り рандори, «свободная схватка», борьба по предварительно заданным правилам с целью обучения каким-либо техническим приёмам), сиай (яп. 試合 сиаи, «соревнования»).
Также в программу обучения Кодокан дзюдо входят кихон (яп. 基本 кихон, «основы», этот раздел включает обучение базовым стойкам (сисэй), перемещениям (синтай и тайсабаки), самостраховке (укэми), а также кумиката — способам взятия захвата) и каппо — техника реанимации.

## Технический арсенал дзюдо
Технический арсенал дзюдо включает следующие разделы: нагэ вадза (яп. 投技 нагэ вадза, техника бросков), катамэ вадза (яп. 固技 катамэ вадза, техника обездвиживания) включающая удержания (осаэкоми вадза), болевые (кансэцу вадза) и удушающие (симэ вадза) приёмы и атэми вадза (яп. 当て身技 атэми вадза, техника нанесения ударов по уязвимым точкам).
Первоначально в Кодокан дзюдо было около 40 бросков, выполняемых преимущественно из стойки.
Но, во многом благодаря участию дзюдоистов в соревнованиях с представителями других школ дзюдзюцу, техника дзюдо была дополнена наиболее эффективными приёмами борьбы в партере (нэ вадза, в настоящее время данный раздел техники в дзюдо называется катамэ вадза, поскольку часть приёмов из него может выполняться и в стойке).
Кодокан дзюдо имеет в своём арсенале 67 приёмов нагэ вадза и 29 приёмов катамэ вадза. На их основе строится практически неограниченное количество вариативных техник (хэнка вадза).
Атэми вадза, а также ряд наиболее опасных приёмов нагэ вадза и катамэ вадза изучаются в форме ката.
Броски разделяются по стилю исполнения на тати вадза (яп. 立ち技 тати вадза, броски, проводимые из стойки) и сутэми вадза (яп. 捨身技 сутэми вадза, броски, проводимые с падением).
Броски, выполняемые в стойке, в свою очередь подразделяются на тэ вадза (яп. 手技 тэ вадза, броски, для проведения которых используются в основном руки), коси вадза (яп. 腰技 коси вадза, броски, для проведения которых используются бёдра и поясница) и аси вадза (яп. 足技 аси вадза, броски, для проведения которых используются в основном ноги).
Броски сутэми вадза подразделяются на масутэми вадза (яп. 真捨身技 масутэми вадза, броски с падением на спину) и ёко сутэми вадза (яп. 橫捨身技 ёко сутэми вадза,  броски с падением на бок).
Атэми вадза в дзюдо включает удэ-атэ (удары руками), аси-атэ (удары ногами) и атама-атэ (удары головой).
Техники атэми вадза, а также каппо были по большей части взяты Дзигоро Кано из соответствующих разделов школы дзюдзюцу Тэндзин Синъё Рю.
Федерацией дзюдо России составлен словарь терминов дзюдо с переводом на русский язык и комментариями.

## Нагэ вадза (投技): техника бросков

### Тати вадза (立ち技): броски, проводимые из стойки

#### Тэ вадза (手技): броски, для проведения которых используются в основном руки
1. Сэойнагэ (яп. 背負い投げ или 背負投 сэоинагэ, букв. «бросок со взваливанием противника на спину» (бросок через плечо)).
2. Иппон Сэойнагэ (яп. 本背負い投げ или 本背負投 иппон сэоинагэ, бросок через спину захватом руки на плечо).
3. Ката Гурума (яп. 肩車 ката гурума, букв. «колесо через плечи», бросок через плечи, «мельница»).
4. Кибису Гаэси (яп. 踵返 кибису гаэси, букв. «выкручивание пятки», бросок захватом за пятку).
5. Моротэ Гари (яп. 双手刈 моротэ гари, бросок захватом обеих ног (бросок рывком обеих ног соперника руками на себя)).
6. Оби Отоси (яп. 帯落 оби отоси, бросок захватом за пояс).
7. Сэой Отоси (яп. 背負落 сэои отоси, бросок через спину с блокировкой ног атакуемого (опрокидывание после взваливания соперника на спину), передняя подножка с захватом руки на плечо с колен).
8. Сукуи Нагэ (яп. 掬投 сукуи нагэ, опрокидывание, передний переворот руками (бросок подхватом ног соперника руками)).
9. Суми Отоси (яп. 隅落 суми отоси, букв. «сбрасывание во внутренний угол», выведение из равновесия толчком назад)).
10. Тай Отоси (яп. 体落 тай отоси, букв. «сбрасывание туловища», передняя подножка).
11. Ути Мата Сукаси (яп. 内股すかし ути мата сукаси, контрприём от подхвата изнутри (Ути Мата) с выведением соперника из равновесия скручиванием).
12. Уки Отоси (яп. 浮落 уки отоси, букв. «сбрасывание по касательной», выведение из равновесия скручиванием).
13. Яма Араси (яп. 山嵐 ямаараси, букв. «буря в горах», передний подхват под обе ноги с захватом за рукав и одноименный отворот).
14. Кутики Таоси (яп. 朽木倒 кутики таоси, букв. «падение трухлявого дерева», бросок захватом снаружи за разноимённый подколенный сгиб (или просто бросок за ногу)).
15. Коути Гаэси (яп. 小内返 коути гаэси, контрприем от зацепа (подсечки) изнутри).

Приёмы, не входящие в утверждённый Кодоканом перечень
1. Тэ Гурума — букв. «колесо через руку», боковой переворот. Один из вариантов броска Сукуи Нагэ.

#### Коси вадза (腰技): броски, для проведения которых используются бёдра и поясница
1. Даки Агэ (яп. 抱上 даки агэ, подъём противника с обхватом туловища). В соревнованиях запрещён.
2. Ханэ Госи (яп. 跳腰 ханэ госи, букв. «подбрасывание бедром», подсад бедром и голенью (бросок через поясницу с отбросом махом ноги обеих ног соперника)).
3. Харай Госи (яп. 払腰 хараи госи, подхват под обе ноги (бросок через поясницу сметающим движением ноги)).
4. Коси Гурума (яп. 腰車 коси гурума, букв. «колесо через поясницу», бросок через бедро с захватом шеи).
5. О-Госи (яп. 大腰 о: госи, букв. «большое подбрасывание бедром», амплитудный бросок через поясницу (бедро) с подбивом).
6. Содэ Цурикоми Госи (яп. 袖釣込腰 содэ цурикоми госи, бросок через бедро с захватом разноимённых рукава и отворота).
7. Цури Госи (яп. 釣腰 цури госи, бросок через бедро с захватом за пояс).
8. Цурикоми Госи (яп. 釣込腰 цурикоми госи, бросок через бедро с захватом отворота).
9. Уки Госи (яп. 浮腰 уки госи, букв. «бросок подъёмом бёдер», бросок через бедро захватом туловища (бросок через поясницу по касательной)).
10. Усиро Госи (яп. 後腰 усиро госи, букв. «задний бросок бедром», подсад бедром, контрприём от броска через бедро).
11. Уцури Госи (яп. 移腰 уцури госи, букв. «обратное бедро», подсад-переворот (бросок с переворотом на поясницу)).

Приёмы, не входящие в утверждённый Кодоканом перечень
1. Тоби Госи — приём, сходный с О-Госи.
2. Усиро гурума (яп. 後車 усиро гурума, букв. «заднее колесо»). Приём, сходный с Ханэ Госи.

#### Аси вадза (足技): броски, для проведения которых используются в основном ноги
1. Аси Гурума (яп. 足車 аси гурума, букв. «колесо через ногу», вариант передней подножки (или подхвата под обе ноги), при котором атакующая нога не касается поверхности татами).
2. Дэаси Харай (яп. 出足払 дэаси хараи, букв. «быстрое скашивание», сметающая подсечка, боковая подсечка под выставленную  вперёд ногу).
3. Ханэ Госи Гаэси (яп. 跳腰返 ханэ госи гаэси, контрприём от подсада голенью и бедром).
4. Харай Госи Гаэси (яп. 払腰返 хараи госи гаэси, контрприём от подхвата под обе ноги).
5. Харай Цурикоми Аси (яп. 払釣込足 хараи цурикоми аси, передняя подсечка (бросок сметающим движением стопой после выведения противника из равновесия рывком вверх).
6. Хидза Гурума (яп. 膝車 хидза гурума, букв. «колесо через колено», подсечка в колено).
7. Косото Гакэ (яп. 小外掛 косото гакэ, зацеп снаружи (разноименной ногой)).
8. Косото Гари (яп. 小外刈 косото гари, подсечка под пятку снаружи).
9. Коути Гари (яп. 小内刈 коути гари, подсечка изнутри).
10. О-Гурума (яп. 大車 о: гурума, букв. «большое колесо», вариант подхвата под обе ноги, бросок через ногу вперед скручиванием).
11. Окуриаси Харай (яп. 送足払 окуриаси хараи, букв. «подсечка, провожающая уходящую ногу», подсечка в темп шагов).
12. О-Сото Гаэси (яп. 大外返 о: сото гаэси, контрприём против отхвата (осото гари)).
13. О-Сото Гари (яп. 大外刈 о: сото гари, отхват, бросок соперника с рывком на себя и подбивом ногой его ноги снаружи)[6].
14. О-Сото Гурума (яп. 大外車 о: сото гурума, букв. «большое наружное колесо», отхват под обе ноги, бросок соперника с рывком на себя и подбивом ногой его обеих ног снаружи).
15. О-Сото Отоси (яп. 大外落 о: сото отоси, букв. «большое сбрасывание наружу», задняя подножка).
16. О-Ути Гаэси (яп. 大内返 о: ути гаэси, контрприём от зацепа изнутри).
17. О-Ути Гари (яп. 大内刈 о: ути гари, зацеп изнутри).
18. Сасаэ Цурикоми Аси (яп. 支釣込足 сасаэ цурикоми аси, передняя подсечка под выставленную (опорную) ногу).
19. Цубамэ Гаэси (яп. 燕返 цубамэ гаэси, букв. «контрприём ласточки», контратакующая подсечка от боковой подсечки).
20. Ути Мата (яп. 内股 ути мата, букв. «бросок воздействием на внутреннюю поверхность бедра», подхват изнутри).
21. Ути Мата Гаэси (яп. 内股返 ути мата гаэси, контрприём от подхвата изнутри).

### Сутэми вадза (捨身技): броски, проводимые с падением

#### Масутэми вадза (真捨身技): броски с падением на спину
1. Хикикоми Гаэси (яп. 引込返 хикикоми гаэси, бросок с падением после захвата руки под плечо).
2. Суми Гаэси (яп. 隅返 суми гаэси, бросок через голову с подсадом голенью, контрприём от суми отоси).
3. Тавара Гаэси (яп. 俵返 тавара гаэси, букв. «контрприём бросок мешка с рисом», бросок через голову после захвата туловища сверху).
4. Томоэ Нагэ (яп. 巴投 томоэ нагэ, букв. «бросок по кругу», бросок через голову с упором стопы в живот).
5. Ура Нагэ (яп. 裏投 ура нагэ, букв. «бросок назад», бросок через грудь).

#### Ёко сутэми вадза (橫捨身技): броски с падением на бок
1. Даки Вакарэ (яп. 抱分 даки вакарэ, бросок через грудь с захватом туловища).
2. Ханэ Макикоми (яп. 跳巻込 ханэ макикоми, бросок через спину с захватом руки под плечо (подсадом бедром и голенью с падением).
3. Харай Макикоми (яп. 払巻込 хараи макикоми, бросок подхватом с захватом руки под плечо (с «наматыванием» противника на себя с падением на бок), «вертушка»).
4. Канэ Басами (яп. 蟹挟 канэ басами, букв. «крабовый зажим», «ножницы»). В настоящее время этот приём запрещён к применению в спортивных соревнованиях.
5. Кавадзу Гакэ (яп. 河津掛 Кавадзу гакэ, обвив, приём назван по имени борца Кавадзу)[5]; по другим источникам — «зацеп на броде через реку»[7]. Этот приём запрещён к применению в спортивных соревнованиях.
6. О-Сото Макикоми (яп. 大外巻込 о: сото макикоми, отхват с захватом руки под плечо, «наматыванием» на себя противника и падением на бок).
7. Сото Макикоми (яп. 外巻込 сото макикоми, бросок с захватом руки под плечо, «наматыванием» на себя противника и падением на бок).
8. Тани Отоси (яп. 谷落 тани отоси, букв. «опрокидывание в долину», подножка на пятке с падением).
9. Ути Макикоми (яп. 内巻込 ути макикоми, бросок с захватом руки под плечо изнутри, «наматыванием» на себя противника и падением на бок).
10. Ути Мата Макикоми (яп. 内股巻込 ути мата макикоми, подхват изнутри с захватом руки под плечо, «наматыванием» на себя противника и падением на бок).
11. Уки Вадза (яп. 浮技 уки вадза, передняя подножка на пятке с падением на бок).
12. Ёко Гакэ (яп. 横掛 ёко гакэ, подсечка под пятку с падением на бок (боковой зацеп)).
13. Ёко Гурума (яп. 横車 ёко гурума, букв. «колесо вбок», бросок через грудь с падением скручиванием на бок).
14. Ёко Отоси (яп. 横落 ёко отоси, букв. «опрокидывание вбок», боковая подножка на пятке).
15. Ёко Вакарэ (яп. 横分 ёко вакарэ, букв. «разъединение в сторону», передняя подножка на пятке под одноимённую ногу).

Приёмы, не входящие в утверждённый Кодоканом перечень
1. Тама Гурума. Приём, сходный с Ёко Отоси.
2. Удэ Гаэси Приём, сходный с Ёко Вакарэ.
3. Ёко Томоэ Нагэ.

## Катамэ вадза (固技): техника обездвиживания
Техника катамэ вадза включает в себя удержания, удушающие и болевые приёмы.

### Осаэкоми вадза (押込技): удержания
Удержания в дзюдо — фиксирование противника, лежащего на спине.
За выполнение удержания в течение 20 секунд в соревнованиях по спортивному дзюдо присуждается чистая победа с оценкой иппон. Удержание продолжительностью от 10 до 14 секунд оценивается оценкой юко; от 15 до 19 секунд — оценкой вадзаари.
1. Ками-Сихо-Гатамэ (上四方固): удержание со стороны головы с захватом пояса.
2. Ката-Гатамэ (肩固): удержание сбоку захватом головы с ближней рукой.
3. Кэса-Гатамэ (袈裟固): букв. «удержание по линии кэса»[8], удержание сбоку захватом головы и руки.
4. Кудзурэ-Гатамэ (崩上四方固): обратное (со стороны головы) удержание.
5. Кудзурэ-Кэса-Гатамэ (崩袈裟固): удержание со стороны головы по линии кэса (вариант удержания со стороны головы захватом руки и пояса).
6. Татэ-Сихо-Гатамэ (縦四方固): удержание верхом с захватом двух рук[9].
7. Ёко-Сихо-Гатамэ (横四方固): удержание поперёк с захватом туловища и бедра[9] (захватом головы и туловища между ног[10]).

Приёмы, не входящие в утверждённый Кодоканом перечень
1. Уки-Гатамэ (浮固): удержание верхом при захвате руки укэ на рычаг локтя.
2. Ура-Гатамэ: удержание сзади.
3. Ура-Кэса-Гатамэ: удержание по линии кэса сзади.
4. Усиро-Кэса-Гатамэ (後袈裟固): обратное удержание по линии кэса. В Кодокан дзюдо это удержание также официально называется Кудзурэ-Кэса-Гатамэ[3].
5. Татэ-Санкаку-Гатамэ: обратное удержание верхом[9] (удержание верхом захватом головы и руки[10]).
6. Мунэ-Гатамэ: захватом дальней руки[10].

### Симэ вадза (絞技): удушающие приёмы
В дзюдо используются удушающие приёмы двух типов:
- дыхательное удушение, когда противнику механически блокируют возможность дыхания (либо за счет пережатия дыхательного горла, либо сжатия грудной клетки[11]);
- так называемое «кровяное удушение», когда противнику пережимают сонные артерии, прекращая подачу крови (и, следовательно, кислорода) к мозгу.

1. До-Дзимэ (胴絞): удушение захватом ногами туловища противника. До-Дзимэ является приёмом, запрещённым в спортивных соревнованиях[3].
2. Гяку-Дзюдзи-Дзимэ (逆十字絞): удушение рёбрами ладоней скрещенных рук (ладони развёрнуты наружу (от себя)) с захватом одноимённых отворотов и натягивание противника на себя[12].
3. Хадака-Дзимэ (裸絞): букв. «удушение в голом виде», удушение предплечьями со стороны головы без захвата одежды противника[13].
4. Ката-Ха-Дзимэ (片羽絞): «удушение с захватом одного крыла»[11], удушение отворотом и предплечьем сбоку (полунельсон).
5. Ката-Дзюдзи-Дзимэ (片十字絞): удушение ребром ладони и предплечьем (одна ладонь развернута к себе другая — от себя)[12].
6. Ката-Тэ-Дзимэ (片手絞): удушение одной рукой.
7. Нами-Дзюдзи-Дзимэ (並十字絞): удушение рёбрами ладоней скрещенных рук (ладони развёрнуты внутрь (к себе))[12] с захватом одноимённых отворотов и давлением на шею противника верхом на спине.
8. Окури-Эри-Дзимэ (送襟絞): удушение двумя отворотами верхом на спине («сопровождающее удушение воротником»[11]).
9. Рё-Тэ-Дзимэ (両手絞): удушение двумя руками.
10. Санкаку-Дзимэ (三角絞): удушение треугольником.
11. Содэ-Гурума-Дзимэ (袖車絞): удушение натягиванием отворота.
12. Цуккоми-Дзимэ (突込絞): удушение спереди захватом за разноименные отвороты.

Приёмы, не входящие в утверждённый Кодоканом перечень
1. Дзигоку-дзимэ (地獄絞): «Адское удушение»[14].
2. Ура-Дзюдзи-Дзимэ удушение сзади скрещиванием предплечий.
3. Усиро-Дзимэ: удушение сзади захватом шеи противника в локтевой сгиб руки.
4. Ката-Ха-Дзимэ: удушение сзади захватом одноимённого отворота спереди и шеи противника сзади.
5. Томоэ-Дзимэ: удушение предплечьями («ножницы»).

### Кансэцу вадза (関節技): болевые приёмы
В спортивном дзюдо по соображениям минимизации травм разрешены только болевые приёмы на локтевой сустав. Тем не менее, в дзюдо существует ещё ряд болевых приёмов на другие суставы: коленный сустав, кисть руки и так далее.
1. Аси-Гарами (足緘): выкручивание (узел) ноги в коленном суставе. В соревнованиях по спортивному дзюдо запрещён.
2. Удэ-Гарами (腕緘): выкручивание руки в локтевом суставе наружу с захватом руки под плечо, верхом на боку (узел руки); имеет ряд вариантов, например, Сото Удэ-Гарами[16].
3. Удэ-Хисиги-Аси-Гатамэ (腕挫脚固): рычаг локтя через бедро.
4. Удэ-Хисиги-Хара-Гатамэ (腕挫腹固): рычаг локтя через живот (грудь).
5. Удэ-Хисиги-Хидза-Гатамэ (腕挫膝固): рычаг локтя через колено.
6. Удэ-Хисиги-Дзюдзи-Гатамэ (腕挫十字固): перегибание локтевого сустава с захватом руки между бёдер сбоку, со стороны спины[9] (рычаг локтя захватом руки между ног[10]), существует ряд вариантов этого приёма[17].
7. Удэ-Хисиги-Санкаку-Гатамэ (腕挫三角固): рычаг локтя треугольником при помощи ног.
8. Удэ-Хисиги-Тэ-Гатамэ (腕挫手固): рычаг локтя с перегибанием через руку.
9. Удэ-Хисиги-Удэ-Гатамэ (挫腕固): перегибание локтевого сустава с захватом руки на плечо, сбоку, со стороны груди (рычаг локтя)[18].
10. Удэ-Хисиги-Вакэ-Гатамэ (腕挫腋固): рычаг локтя с захватом руки под мышку.

Приёмы, не входящие в утверждённый Кодоканом перечень
1. Аси-Хисиги: рычаг колена.
2. Санкаку-Гарами (三角緘): узел (треугольник)[19].
3. Кэса-Гарами: рычаг локтя от удержания сбоку.

### Перевороты
Перевороты — дополнительные технические действия для перевода противника в положение для удержания на спине или проведения других приёмов. В соревнованиях по спортивному дзюдо перевороты отдельно не оцениваются.
1. Даки Вакарэ.

## Атэми вадза (当て身技): техника нанесения ударов по уязвимым точкам
Хотя атэми и изучаются в виде ката (型 или 形), и иногда применяются в неофициальных рандори (яп. 乱取); в соревнованиях по спортивному дзюдо атэми запрещены.
Тем не менее, атэми могут эффективно использоваться в сочетании с бросковой техникой.

### Аси-атэ вадза: удары ногами
1. Хидза-атэ: удар коленом
2. Сокуто-атэ: удар внешним ребром стопы.
3. Какато-атэ: удар пяткой.

Также при отработке ката используются следующие удары:
1. Маэ-атэ: удар коленом вперёд.
2. Маэ-гэри: прямой удар ногой.
3. Намамэ-гэри: кросс ногой.
4. Така-гэри: высокий удар ногой вперёд.
5. Усиро-гэри: удар ногой назад.
6. Ёко-гэри: боковой удар ногой.

### Удэ-атэ вадза: удары руками
- Цуки-вадза: тычковые (колющие) удары.

1. Кобуси-атэ: удар кулаком.
2. Юби-сакэ-атэ: удар пальцами.
3. Хидзи-атэ: удар локтем.

- Ути-вадза: рубящие удары.

1. Кобуси-ути: рубящий удар. кулаком.
2. Тэгатана-ути: рубящий удар «рукой-мечом» (ребром ладони).

Также при отработке ката используются следующие удары:
1. Эмпи-ути: удар локтем.
2. Ками-атэ: удар вверх.
3. Кири-ороси: удар рукой сверху вниз (имитация удара ножом).
4. Намамэ-атэ: передний кросс.
5. Намамэ-ути: удар по диагонали (ножом).
6. Рёган-цуки: Выкалывание глаз (удар пальцами руки в оба глаза).
7. Симо-цуки: удар вниз.
8. Цуки-агэ: удар снизу вверх, апперкот.
9. Цуки-даси: колящий удар пальцами руки в область желудка.
10. Цуки-какэ: прямой удар.
11. Ути-ороси: удар кулаком вниз.
12. Усиро-атэ: удар локтем назад.
13. Усиро-суми-цуки: удар в задний внутренний угол.
14. Усиро-цуки: удар назад.
15. Усиро-ути: рубящий удар назад.
16. Ёко-атэ: боковой удар кулаком в голову.
17. Ёко-ути: боковой рубящий удар в голову.

### Атама-атэ вадза: удары головой
1. Дзу-цуки: прямой удар головой вперёд.
2. Дзу-цуки-агэ: поддевающий удар головой (снизу вверх).
3. Усиро-дзу-ути: удар головой назад.

## Укэ вадза (блоки и уходы)
Помимо основных технически действий, в дзюдо в ката также отрабатываются вспомогательные технические действия: перемещения, блоки, уходы с линии атаки и так далее, в том числе:
1. Аси-вадза: техника перемещений.
2. Таи-сабаки: повороты корпуса
3. Тэнкан: круговое перемещение в наружном направлении.

### Укэми (самостраховка)
Самостраховка (укэми) служит для предотвращения травм при выполнении приёмов.
1. Маэ укэми: самостраховка при падении вперёд (кувырок).
2. Усиро укэми: самостраховка при падении назад.
3. Ёко укэми: самостраховка при падении на бок.

## Ограничение техники, используемой в соревнованиях
В соревнованиях по спортивному дзюдо, проводимых Международной федерацией дзюдо, запрещены к применению удары, удушающие и болевые приёмы в стойке, болевые приёмы на ноги. Болевые приёмы в партере разрешены только на локтевой сустав.

### На русском языке
- Дзигоро Кано. Кодокан дзюдо. — Ростов-на-Дону: Издательство «Феникс», 2000. — 448 с. — ISBN 5-222-00548-8.

- Г. Пархомович. Основы классического дзюдо. — «Урал-Пресс», 1993. — 302 с. — ISBN 5-86610-037-1.

- С. А. Косоротов, А. Д. Арабаджиев. Каноны дзюдо. — М.: Издательский дом «Будо-Спорт», 2007. — 128 с. — ISBN 5-901826-12-4.

- Сергей Косоротов, Алексей Горбылёв. Броски рандори-вадза в дзюдо. Введение // Додзё. Воинские искусства Японии. Научно-популярный методический журнал. № 2/2003 (16). — М.: ООО «Будо-спорт», 2003. — С. 40—48. — 64 с.

### На иностранных языках
- Jigoro Kano. Kodokan Judo: The Essential Guide to Judo. — Kodansha International, 1994. — 264 с. — ISBN 4770017995.

- Kyuzo Mifune. The Canon of Judo: Classic Teachings on Principles and Techniques. — 2nd edition. — Kodansha International, 2004. — 224 с. — ISBN 4770029799.

- Neil Ohlenkamp. Judo Unleashed: Essential Throwing & Grappling Techniques for Intermediate to Advanced Martial Artists. — McGraw-Hill, 2006. — 160 с. — ISBN 0071475346. Архивировано 13 сентября 2007 года.